# Vhodno poslopje
Vhodno poslopje ali vhodni stolp, tudi vhodna vrata je v arhitekturni terminologiji zgradba, ki obdaja ali spremlja prehod v grad, dvorec, trdnjavo, mesto in druge objekte (npr. most).

## Zgodovina
Vhodno poslopje je bilo prvič zgrajeno že v zgodnji antiki, ko je bilo potrebno zaščititi glavni vhod v grad ali mesto. Sčasoma so se razvile zelo zapletene strukture z več obrambnimi linijami. Močno utrjeno vhodno poslopje ima običajno tudi dvižni most, ena ali več dvižnih vrat, mašikule, strelnice in morda celo izlivnice, kjer bi lahko na napadalce metali kamenje. V nekaterih gradovih je vhodno poslopje tako močno utrjeno, da je prevzelo funkcijo obrambnega stolpa, zato ga včasih imenujejo tudi "vhodni stolp". Primeri takih vrat so ohranjeni na gradu Bodiam in gradu Beaumaris. V poznem srednjem veku so bile nekatere strelnice prilagojene za topove.
Včasih je bilo vhodno poslopje del mestnega obzidja, morda je branilo prehod na most čez reko ali jarkek, kot most Monnow v Monmouthu, Wales. York ima v svojem mestnem obzidju štiri pomembna vhodna poslopja, znana kot "Bar". Eno takšno je Micklegate Bar.
Francoski izraz za vhodno poslopje je logis-porche ali Corps de garde. To je lahko velika, kompleksna struktura, ki je služila tudi kot prehod in stanovanje ali pa je sestavljala prehod za obzidje. Zelo veliko vhodno poslopje so imenovali châtelet (majhen grad).
Ob koncu srednjega veka je bilo veliko vhodnih poslopij v Angliji in Franciji spremenjenih v lepe, velike vhodne strukture dvorcev ali posestev. Mnogi od njih so postali samostojni, prosto stoječi ali pritrjeni na dvorec ali le na obzidje. V tem času je vhodno poslopje izgubilo svoj obrambni namen in postalo bolj monumentalna konstrukcija za uskladitev z dvorcem ali graščino.
Na evropski celini obstajajo številni ohranjeni primeri vhodnih poslopij v Franciji, Avstriji in Nemčiji.

## Francija
- Château de Châteaubriant, dve vhodni poslopji (13. in 14. stoletje), ena v spodnjem predgradju, ena v zgornjem obzidju.
- Château de Suscinio, veliko vhodno poslopje iz 15. stoletja v slogu logis-porte, Morbihan, Bretanja.
- Château de Trécesson, preprosto vhodno poslopje iz 14. stoletja na dvorcu Morbihan, Bretanja
- Château de Vitré, velik châtelet ali vhodno poslopje iz 15. stoletja v Ille-et-Vilaine, Bretanja

## Nemčija
- Torhäuser Leipziger Tor, Dresden
- Torhaus Dölitz, Leipzig-Dölitz
- Lengerich, Rimska vrata
- Torhäuser am Neutor, Münster/Westfalen
- Torhaus Neusäß, Neusäß
- Torhaus Treinfeld, Rentweinsdorf
- Torhaus Seedorf

## Anglija
- Ightham Mote v Kentu ima vhodno poslopje iz 13. in 14. stoletja.
- Grad Durham v Durhamu ima vhodno poslopje iz 11. Stoletja, sedaj preurejena v nastanitev za študente University College, Durham.
- Grad Stokesay, Utrjena gosposka hiša iz 13. Stoletje v Shropshireu ima jacobinsko vhodno poslopje iz predalčja.
- Dvorec Westwood, Worcestershire.
- Burton Agnes Hall, East Riding of Yorkshire, ima tri nadstropja in so podprta z velikimi osmerokotnimi stolpi na vogalih.
- grad Hylton, Hylton, Sunderland, čeprav je dejansko grad, je slog v obliki klasičnega vhodnega poslopja (to je posledica gradnje za udobje in ne za obrambo).